# Garai József (labdarúgó)
Garai József, Grozdics (Pécs, 1932. október 25. – 2010. szeptember) labdarúgó, csatár.

## Pályafutása
1955 és 1957 között a Pécsi Dózsa labdarúgója volt. Az élvonalban 1955. február 27-én mutatkozott be a Szombathely ellen, ahol csapata 3–0-s győzelmet aratott. 1957 és 1967 között a Komlói Bányász együttesében szerepelt. Összesen 174 első osztályú bajnoki mérkőzésen szerepelt és 27 gólt szerzett.